# Xã Pembina, Quận Mahnomen, Minnesota
Xã Pembina (tiếng Anh: Pembina Township) là một xã thuộc quận Mahnomen, tiểu bang Minnesota, Hoa Kỳ. Năm 2010, dân số của xã này là 707 người.